# Клейн Костянтин Феліксович
Костянти́н Фе́ліксович Клейн (нар. 5 листопада 1958, Наманган, Узбекистан) — український співак (бас), артист Національної заслуженої академічної капели України «Думка», народний артист України (2019).

## Загальні відомості
1987 — закінчив Київський інститут культури (викладач О. О. Чулюк-Заграй).
1994 — закінчив Київську консерваторію (клас Л. П. Крижановської).
З 1988 — соліст Національної заслуженої академічної капели України «Думка».
Виступав у складі академічного хору ім. Платона Майбороди Національної радіокомпанії України.
1999 року удостоєний звання заслуженого артиста України.
2019 року за вагомий особистий внесок у розвиток українського музичного мистецтва, багаторічну плідну творчу діяльність та з нагоди 100-річчя від дня заснування Національної заслуженої академічної капели України «Думка» удостоєний звання народного артиста України.

## Партії
- Герольд II (драматична ораторія А. Онеґґера на текст поеми П. Клоделя «Жанна д'Арк на вогнищі»)[4]
- «Благодатна Марія» Івана Тараненка, симфонічна драма для чотирьох солістів
- Наречений Іванко (хорова опера «Золотослов» Лесі Дичко для солістів і двох хорів)
- «Кантата» Валентина Сильвестрова
- «У Царствії Твоїм» Миколи Леонтовича
- «Отче наш» Миколи Леонтовича
- «Бабин Яр» Євгена Станковича, кадіш-реквієм
- «Німецький реквієм», «Пісні кохання» Й. Брамса
- «Дзвони» С. Рахманінова
- «Пори року» Й. Гайдна
- Сольні партії в «Реквіємі», «Коронаційній месі» Моцарта
- Сольні партії у хорових творах К. Стеценка, Д. Бортнянського, А. Веделя, Л. Дичко